# Tom DeMarco
Tom DeMarco (* 20. August 1940 in Pennsylvania, USA) ist der Erfinder der Strukturierten Analyse und hat durch seine Beiträge zum Software-Management das Gebiet der Softwaretechnik entscheidend mitgeprägt. Besonders bekannt wurde er durch ein belletristisches Werk: Der Termin – Ein Roman über Projektmanagement. DeMarco steht für die These, dass die entscheidenden Aspekte der Softwareentwicklung menschliche sind, und nicht technische, und dass demzufolge hier die Aufgaben des Managements zu benennen bzw. herauszuarbeiten sind.

## Leben
Der Vater von Tom DeMarco leitete eine Messing- und Bronzegießerei in den New-England-Staaten.
Tom DeMarco war lange Jahre in der Softwareentwicklung, z. B. bei den Bell Laboratories, tätig. Mitte der 1980er hat er u. a. mit Timothy Lister die Firma 'The Atlantic Systems Guild' gegründet, bei der er bis heute tätig ist.
Hinsichtlich der Softwaretechnik leistete er einen Beitrag zur Anforderungsspezifikation von Softwareprojekten sowie verschiedene Beiträge zum Software-Management, wie beispielsweise Untersuchungen zu den Einflüssen auf die Produktivität.
Seine Bücher zeichnen sich durch viel Humor und die Grundaussage aus, dass der Mensch und nicht die Technik der entscheidende Faktor in der Softwareentwicklung ist.
Er besitzt den Bachelor of Science in Electrical Engineering der Universität Cornell, den Master of Science der Universität Columbia, ein Diplom der Sorbonne sowie einen Ehrendoktor in Science der City University London.

## Bücher
- P. J. Plauger (Hrsg.): Structured Analysis and System Specification. Prentice Hall, 1979, ISBN 0-13-854380-1 (englisch).
- Was man nicht messen kann,... Kann man nicht kontrollieren. 2. Auflage. mitp, 2008, ISBN 978-3-8266-1488-0 (englisch: Controlling Software Projects: Management, Measurement, and Estimates.).
- Warum ist Software so teuer? Carl Hanser Verlag München Wien 1997, ISBN 3-446-18902-5
- Der Termin. (Original: The Deadline: A Novel About Project Management.) Hanser Fachbuchverlag, Leipzig 1998, ISBN 3-446-19432-0
- mit Timothy Lister: Wien wartet auf Dich! (Original: Peopleware: Productive Projects and Teams.) Hanser Fachbuchverlag, Leipzig 1999, ISBN 3-446-21277-9
- Spielräume (Original: Slack – Getting Past Burnout, Busywork, and the Myth of Total Efficiency) Carl Hanser Verlag, München Wien 2001, ISBN 3-446-21665-0
- mit Timothy Lister: Bärentango. (Original: Waltzing With Bears) Hanser Fachbuchverlag, Leipzig 2003, ISBN 3-446-22333-9
- et al.: Adrenalin Junkies & Formular Zombies – Typisches Verhalten in Projekten (Original: Project Behaviors: from Adrenalin Junkies to Template Zombies.) Carl Hanser Verlag, München/Wien 2007, ISBN 978-3-446-41254-5
- Als auf der Welt das Licht ausging : ein Wissenschafts-Thriller. Hanser, München 2014, ISBN 978-3-446-43960-3 (englisch: Andronescu’s Paradox. 2013. Übersetzt von Andreas Brandhorst).

## Auszeichnungen
- 1986 mit dem Warnier Prix D'Informatique für Excellence in Information Science
- 1999 mit dem Stevens Award für seine contributions to the methods of software development